# Vilage no Samba
O Grêmio Recreativo Escola de Samba Vilage no Samba é uma escola de samba de Nova Friburgo, no estado do Rio de Janeiro. Suas cores são o verde e o branco e sua madrinha é o Império Serrano.

## História
Foi fundada em 23 de setembro de 1948, por um grupo de dissidentes com a expulsão sumária de um ensaio de escola de samba, sendo esse grupo formado por Leônidas, Nelson, Avelar, Estrangeiro, Tião, Eliude, Onofre Rodrigues dentre outros.
Leônidas, um dos dissidentes, sugeriu a águia como símbolo da escola e a sugestão foi prontamente aprovada pela primeira diretoria. Os fundadores da Vilage criaram a mística que os sambistas devem desfilar com garbo, altivez, coragem, nobreza e a precisão de uma águia. Em seu primeiro desfile, em 1949, sagrou-se campeã.

## Segmentos

### Presidentes
|}